# Hometown (serie de televisión)
Hometown (Hangul: 홈타운; RR: Homtaun) es una serie de televisión surcoreana transmitida del 22 de septiembre de 2021 al 28 de octubre de 2021 a través de tvN.

## Sinopsis
Ambientada en un pequeño pueblo rural en 1999, donde se encuentra una cinta de grabación que contiene misteriosos y extraños asesinatos en serie, así como un extraño sonido no identificado.
En 1989, Jo Kyung-ho regresa a Corea del Sur después de estudiar en Japón y suelta un gas sarín en una estación de tren en su pueblo natal, matando a una serie de pasajeros, después de entregarse a las autoridades, es sentenciado a cadena perpetua. Su hija, Jo Jae-young, es enviada a vivir con su tía Jo Jung-hyun, cuya vida ha colapsado luego de ser etiquetada como la hermana de un terrorista, pero que poco a poco ha ido reconstruyéndola gracias a su sobrina.
Diez años después del suceso, ocurre un caso de asesinato en el pueblo, por lo que el detective Choi Hyung-in es asignado para dirigir el caso. Sospechando que el caso está relacionado de alguna manera con los terroristas responsables del ataque en donde murió su esposa, Hyung-in, quien está consumido por la culpa al no haber evitado su muerte hace 10 años, comienza a investigar, pero cuando de pronto Jae-young desaparece repentinamente, debe unirse a Jung-hyun, para descubrir la verdad y encontrar a la joven.

## Reparto

### Personajes principales
| Actor                  | Personaje          | N.º de episodios | Notas |
| ---------------------- | ------------------ | ---------------- | --- |
| Yoo Jae-myung          | Det. Choi Hyung-in | 12               | Es un veterano detective de delitos violentos de la policía con quince años de experiencia, que vive en la miserie después de perder a su esposa en un horrible crimen terrorista. Hyung-in es el encargado de investigar una serie de extraños asesinatos que ocurren en el pueblo.                  |
| Han Ye-ri Song Ji-hyun | Jo Jung-hyun       | 12 -             | Es la hermana menor de Jo Kyung-ho, una mujer que ayuda a su madre a dirigir un restaurante chino y que tiene que lidiar con el estigma social de ser familiar de un terrorista. Su vida fue destruida por el crimen de su hermano, pero comenzó a reconstruirla a través de su sobrina Jo Jae-young. |
| Uhm Tae-goo            | Jo Kyung-ho        | -                | Es el hermano mayor de Jo Jung-hyun y el padre de Jo Jae-young. Un terrorista convicto que es condenado a cadena perpetua por cometer un ataque con gas en la estación de tren de la ciudad en 1989.                                                                                                  |

### Personajes secundarios

#### Personas cercanas a Hyung-in
| Actor            | Personaje     | N.º de episodios | Notas         |
| ---------------- | ------------- | ---------------- | ------------- |
| Kim Sae-byuk     | Im Se-yoon    | -                | [ 10 ]        |
| Choi Kwang-il    | Im In-gwan    | -                |               |
| Song Young-chang | Yang Won-taek | -                |               |
| Jo Bok-rae       | Lee Si-jeong  | -                |               |
| Tae In-ho        | Son Ji-seung  | -                | Es un fiscal. |

#### Personas cercanas a Jung-hyun y Kyung-ho
| Actor         | Personaje       | N.º de episodios | Notas |
| ------------- | --------------- | ---------------- | --- |
| Lee Re        | Jo Jae-young    | -                | Es la hija de Kyung-ho y una estudiante de secundaria del "Gyeongcheon Girls' Middle School". Vive con su tía Jung-hyun, pero desaparece repentinamente. |
| Park Mi-hyeon | Kim Kyung-sook  | -                | Es la madre de Jo Kyung-ho y Jung-hyun, así como la abuela de Jae-young.                                                                                 |
| Lee Hae-woon  | Jung Young-seop | -                | |
| Kim Jung      | Jung Min-jae    | -                | |
| Cha Rae-hyung | Kang Yong-tak   | -                | |
| Kim Ye-eun    | Kyung-ju        | -                | Es la mejor amiga de Jung-hyun desde la secundaria. |

#### Miembros del Gyeongcheon Girls' Middle School
| Actor        | Personaje     | N.º de episodios | Notas                                                    |
| ------------ | ------------- | ---------------- | -------------------------------------------------------- |
| Lee Re       | Jo Jae-young  | -                | Es la hija de Jo Kyung-ho y sobrina de Jung-hyun.        |
| Heo Jung-eun | Moon-sook     | -                | Es una joven optimista y la mejor amiga de Jo Jae-young. |
| Park Si-yeon | Jung          | -                | Es la directora de producción.                           |
| Park Seo-jin | DJ Han        | -                |                                                          |
| Kim Ji-an    | Lee Kyung-jin | -                |                                                          |

### Otros personajes
| Actor        | Personaje     | N.º de episodios | Notas                                                                                                  |
| ------------ | ------------- | ---------------- | --- |
| Kim Shin-bi  | Kim Hwan-gyu  | -                | Es un empleado de un restaurante chino que vive una vida honesta después de dejar un mal pasado atrás. |
| Yoo Seong-ju | Mr. Woo       | -                | Es un pastor.                                                                                          |
| Kim Soo-jin  | Jung Min-sil  | -                | |
| Kim Ji-an    | Lee Kyung-jin |                  | |

## Episodios
La serie está conformada por doce episodios, los cuales fueron emitidos todos los miércoles y jueves a las 22:30pm (KST).

### Ratings
Los números en color rojo indican las calificaciones más bajas, mientras que los números en azul indican las calificaciones más altas.
| Episodio | Fecha de emisión         | Participación promedio de audiencia (Nielsen Korea) | Participación promedio de audiencia (Nielsen Korea) |
| Episodio | Fecha de emisión         | Nacional                                            | Seúl                                                |
| -------- | ------------------------ | --------------------------------------------------- | --------------------------------------------------- |
| 1        | 22 de septiembre de 2021 | 2.827% (2.ª)                                        | 3.090% (2.ª)                                        |
| 2        | 23 de septiembre de 2021 | 3.307% (2.ª)                                        | 4.303% (2.ª)                                        |
| 3        | 29 de septiembre de 2021 | 2.582% (2.ª)                                        | 2.781% (2.ª)                                        |
| 4        | 30 de septiembre de 2021 | 2.043% (2.ª)                                        | 2.376% (2.ª)                                        |
| 5        | 6 de octubre de 2021     | 1.970% (3.ª)                                        | 2.246% (2.ª)                                        |
| 6        | 7 de octubre de 2021     | 1.644% (3.ª)                                        | 1.845% (2.ª)                                        |
| 7        | 13 de octubre de 2021    | 1.326%                                              | 1.245% (9.ª)                                        |
| 8        | 14 de octubre de 2021    | 1.277% (8.ª)                                        | 1.330% (7.ª)                                        |
| 9        | 20 de octubre de 2021    | 1.055% (N/A)                                        | 1.142% (N/A)                                        |
| 10       | 21 de octubre de 2021    | 1.074% (N/A)                                        | 1.030% (N/A)                                        |
| 11       | 27 de octubre de 2021    | 1.163% (N/A)                                        | 1.242% (N/A)                                        |
| 12       | 28 de octubre de 2021    | 1.520% (6.ª)                                        | 1.494% (7.ª)                                        |
| Promedio | Promedio                 | %                                                   | %                                                   |

## Música
El OST de la serie está conformado por las siguientes canciones:

### Parte 1
| No. | Intérprete   | Canción            | Letra | Música | Duración |
| --- | ------------ | ------------------ | ----- | ------ | -------- |
| 1   | Youra (유라) | "Remember"         | -     | -      | -        |
| 2   |              | "Remember" (Inst.) | -     | -      | -        |

### Parte 2
| No. | Intérprete           | Canción                 | Letra | Música | Duración |
| --- | -------------------- | ----------------------- | ----- | ------ | -------- |
| 1   | Moon Su-jin (문수진) | "Hide and Seek"         | -     | -      | -        |
| 2   |                      | "Hide and Seek" (Inst.) | -     | -      | -        |

## Producción
A pesar de que en un inicio se anunció que la serie sería transmitida por la OCN y se había incluido en el video promocional de la cadena para su alineación de 2021. En julio del mismo año, se confirmó que la serie sería emitida finalmente a través de tvN.
La serie es dirigida por Park Hyun-seok (박현석), quien contó con el guionista Joo Jin (주진), sin embargo después de que saliera a la luz que el escritor de Joo Jin era en realidad el seudónimo del director Cho Hyun-hoon, la productora Studio Dragon anunció que eliminarían su nombre de los créditos del drama, esto debido a que Hyun-hoon había admitido haber acoso sexualmente a una directora en 2018 en una fiesta posterior a un festival de cine en 2013.
También contó con el apoyo de las compañías de producción Studio Dragon y C-JeS Entertainment.

### Recepción
El 29 de septiembre de 2021, el Good Data Corporation compartió su nueva clasificación de los dramas y miembros del elenco que generaron más revuelo durante la semana. Las listas se compilaron a partir del análisis de artículos de noticias, publicaciones de blogs, comunidades en línea, videos y publicaciones en redes sociales sobre los dramas que están actualmente al aire o que saldrán al aire próximamente. La serie obtuvo el puesto número 10 dentro de la lista de dramas más comentados de la semana.